# Patrick Wilson (muzyk)
Patrick „Pat” George Wilson (ur. 1 lutego 1969 w Buffalo) – amerykański muzyk, perkusista grupy Weezer. Dołączył do zespołu w 1992 roku. Jest także założycielem zespołu The Special Goodness.

## Dyskografia

### Weezer
- 1994 – Weezer
- 1996 – Pinkerton
- 2001 – Weezer
- 2002 – Maladroit
- 2005 – Make Believe
- 2008 – Weezer
- 2009 – Raditude

### The Special Goodness
- 1998 – Special Goodness („The Bunny Record”)
- 2001 – At Some Point, Birds and Flowers Became Interesting („Pinecone”)
- 2003 – Land Air Sea

### The Rentals
- 1995 – Return of the Rentals

### Rivers Cuomo
- 2007 – Alone: The Home Recordings of Rivers Cuomo (co-wrote and plays drums on „Lemonade”)

### Homie
- 1998 – Meet the Deedles Soundtrack (plays drums on „American Girls”)